# 虎门条约
《虎門條約》，又称《五口通商附粘善後條款》，原称《善后事宜清册附粘和约》，是清朝政府与英國在1843年（清道光二十三年）签定的不平等条约，作为《南京條約》的補充。
1840年至1842年的第一次鴉片戰爭以英国胜利、中英双方签定《南京條約》而結束。但《南京條約》條款僅為綱領，故英國為求明確，在1843年7月由欽差大臣耆英與璞鼎查為雙方代表，在香港與中國換約，簽訂《中英五口通商章程》。同年10月8日，耆英偕同廣東巡撫程矞采與璞鼎查在虎門談判並簽訂《五口通商附粘善後條款》，又稱《虎門條約》，是《南京條約》的補充。先前公布的《中英五口通商章程》作为此条约的附件，也正式成立。璞鼎查先以英文撰寫虎門條約草稿，交與馬儒翰翻譯成中文，馬儒翰逝世後，改由羅伯聃負責翻譯。羅伯聃在吳廷獻的協助下，在廣州譯出第一個中文本。定稿的英文本和中文本分別由顏士理（Edward Shadwell）及羅伯聃負責謄抄。
同年10月18日在虎門締結南京條約續約，又稱虎門寨追加條約。

## 主要内容
条约共十六款，另附《小船定例》三款。主要內容如下：
1. 開放广州、福州、厦门、宁波、上海五港口，准英船赴彼通商。
2. 規定英商不得到鄉間內地。
3. 英人得在五口議定界址內，租賃房屋，或租地自建以為居住。即租界。
4. 雙方海關稅以後更改由兩國共同協定。
5. 英人犯事交由英官收辦，遇有交涉由華、英官員共查。即接近領事裁判權。
6. 如有新恩惠施及他國，英人得享有同等待遇、此即片面最惠國待遇。